# Trebonianus Gallus
Gaius Vibius Trebonianus Gallus, född 206 i Perusia, död i augusti 253 i Interamna i nuvarande Italien, var romersk kejsare från juni 251 till sin död.
Trebonianus Gallus utsågs till romersk kejsare i juni 251 av romerska soldater sedan den förre kejsaren Decius dödats i ett slag mot goter. Gallus gjorde Decius son Hostilianus och sin egen son Volusianus till medkejsare.
Gallus fick omedelbart problem med en pest som härjade i Rom (vilket blev Hostilianus död) och strider mot både goter och perser, som invaderade romarriket från var sitt håll. Därtill gjorde en guvernör, Aemilianus, uppror. Aemilianus hade upphöjts till kejsare av sina trupper och marscherade nu mot Rom, varpå Gallus och Volusianus dödades av sina egna soldater.